# (22434) Peredery
(22434) Peredery est un astéroïde de la ceinture principale.

## Description
(22434) Peredery est un astéroïde de la ceinture principale. Il fut découvert le 11 avril 1996 à Kitt Peak par le projet Spacewatch. Il présente une orbite caractérisée par un demi-grand axe de 3,07 UA, une excentricité de 0,14 et une inclinaison de 6,7° par rapport à l'écliptique.